# Élections générales britanniques de 1722
Les élections générales britanniques de 1722 se sont déroulées en Grande-Bretagne du 19 mars au 9 mai 1722. Ces élections sont remportées par le parti whig.